# Ectopleura wrighti
Ectopleura wrighti is een hydroïdpoliep uit de familie Tubulariidae. De poliep komt uit het geslacht Ectopleura. Ectopleura wrighti werd in 1979 voor het eerst wetenschappelijk beschreven door Petersen. 